# Јован Јањић
Јован Јањић (Врбић, Крупањ, 1963) српски је књижевник и културолог. По образовању је доктор културолошких наука. Један је од водећих српских стваралаца на пољу хришћанске културе.
Актуелни је потпреседник Народне скупштине Србије, од 20. марта 2024. године.

## Биографија
Запослен на Институту за политичке студије у Београду, где руководи Центром за културу памћења. Истовремено, у звању ванредног професора, предаје на Високој школи за комуникације у Београду.
Пре тога предавао на Факултету за пословне студије и право и на Факултету за информационе технологије и инжењерство Универзитета Унион – Никола Тесла у Београду.
У ранијем периоду радио као новинар НИН-а, био саветник у Министарству вера Владе Републике Србије, обављао дужност генералног директора, а истовремено и главног и одговорног уредника Издавачког предузећа „Просвета” (Београд), потом био управник Дома „Бежанијска коса” при Геронтолошком центру Београд, ангажован је и на следећим дужностима: главни и одговорни уредник најстаријег београдског књижевног часописа „Књижевност”, главни и одговорни уредник издавачке делатности Удружења књижевника Србије, руководилац стручних служби Друштва за подизање Меморијалног центра српским жртвама геноцида у 20. веку, био вршилац дужности директора Спомен комплекса Цер д.о.о. Шабац.
Написао је већи врој научних радова објављених у научним чосописима и научним зборницима. Поред посвећења науци, Јањић пише и књижевна дела: аутор је једног романа, две књиге документарне прозе, пише есеје, књижевну критику, а повремено се оглашава и кроз поетски израз.
Већина његових књига штампана је у понављаним издањима. Један је од најтиражнијих српских аутора. Његова дела превођена су на више страних језика, на: руски, румунски, француски, енглески, македонски, италијански, арапски језик. Управо кроз његову реч многи у свету упознали су поближе патријарха српског Павла, као и српску духовонст.
Српски песник Радомир Андрић пише да Јован Јањић припада корпусу оних писаца који „своје Ја подређују Логосу и поседују нераскидиве везе са сферама духовности”, а ту, поред њега, још „неоспорно припадају”: Јустин Поповић, Исидора Секулић, Владета Кошутић, Радомир Поповић, Атанасије Јевтић, Игнатије Мидић, Жарко Видовић, Димитрије Калезић, Предраг Р. Драгић Кијук... Андрић потом пише да они „промишљајући литургијска изворишта, обједињеност Тројице у једном, створише књижевна дела високе вредности у првом реду за очување националног идентитета и православне вере”.
Јован Јањић оставља видан траг у српској култури, пре свега, својим књижевним и научним делима, али и другим врстама ангажмана и наступа у јавности. Стваралаштво његово, како се истиче, „у служби је опште културе знања и утемељења истинског система вредности, прожетог високо уздигнутим моралним и етичким нормама и духовном просветљеношћу”. Зато књиге његове имају велике тираже, и на матерњем српском језику, и на језицима других народа, на којима се преводе. Дела његова подстицај су неговању изворне духовности у књижевности, у науци и уопште у животу човека; такође и темељни ослонац у настајању других дела, других аутора.
Такво стварање Јована Јањића примећено је и вредновано и од других ствараоца, па се о њему говори као о „истраживачу и човеку који шири духовну културу”, да је „изузетно радан и плодан посленик у више области културе српског народа”, „човек чија реч се чује и чије дело се види”; коме је „Истина највећи идеал”, и да је као такав „постигао и достигао доказ да онај који следи пут истине не може и неће залутати”; он „пише једноставно, а то је најтеже (...) у молеме даје велико”, при чему су „његова мерила високо подигнута, а опет не хладна и охола”.
Члан је Удружења књижевника Србије, Удружења књижевника Црне Горе, Саветодавног одбора Међународног часописа за књижевност и културу (A Journal of International Letters and the Arts) Mundus Artium (ISSN 0027-3406), основаног 1967. године на Универзитету Охајо, а чији је издавач је Mundus Artium Press, при Универзитету Тексаса у Даласу...
На парламентарним изборима 17. децембра 2023. године, са Изборне листе Покрета „Ми — Глас из народа“, изабран је за народног посланика Народне скупштине Републике Србије.

## Награде и признања
За свој друштвени, културни и научни ангажман Јован Јањић је награђен са више угледних награда и признања:
- годишња награда „Вечерњих новости“, за најбољег новинарског сарадника (1988);
- годишња награда Удружења новинара Србије „Жика М. Јовановић“, за публицистику (2010);
- годишња награда Општине Крупањ (2000);
- Орден Његоша III реда (1997);
- Орден Светог владике Николаја Српског (2009);
- Пупинова медаља (2013);
- Орден Крст „Епископ Елије Мирон Кристеја” првог степена (највеће признање Румунске православне цркве које се додељује мирјанима), (2020);
- „Троношки родослов“ (2020);
- Велика повеља Српске духовне академије, у Параћину (2020);
- Велика повеља словенске писмености (2021);
- Златна значка Културно-просветне заједнице Србије (2022) – за несебичан, предан и стваралачки допринос у ширењу културе;
- Књижевна награда „Живојин Павловић“ – „за свеукупан књижевни рад, који оставља трајан печат нашој културној баштини и оплемењује српске духовне просторе“ (2023).[13]

## Дела

### На српском језику
- Српска црква у комунизму и посткомунизму (1945-2000). Београд: „Новости”, 2018; 958 стр., илустр    267653388
- Светлоносац у мраку: Свети исповедник Варнава (Настић). Београд: Јован Јањић, 2018. 241 стр., илустр.    261717260
- Косовски завет : српски савез са Богом. Никшић: Институт за српску културу, 2019. 117 стр., илустр.    38230544
- Историја у логору : рехабилитовање НДХ умањивањем броја жртава у Јасеновцу/ Јован Јањић, Београд: Фондација „За српски народ и државу”, 2023. (Београд : Бирограф). - 153 стр.: илустр.; 24 cm   108242185
- Будимо људи: реч патријарха Павла. Ниш: Зограф, 2006. 208 стр., факс. (од 2006. до 2017. године, под насловом Будимо људи : живот и реч патријарха Павла, дванаест издања – најтиражнија књига 2009. године у Србији, Црној Гори и Републици Српској)  135147276
- Будимо људи: поуке и поруке Патријарха Павла. 2. Београд: Ј. Јањић, 2014. 221 стр., илустр.   205903372
- Бити човек: будимо људи. 3. Београд: Невен, 2019. 308 стр., [32] стр. с таблама   279612940
- Будимо људи: живот и мисли патријарха Павла. 1. изд. овог издавача. Београд: „Новости”, 2016. 417. стр., илустр  226936844
- Издржимо на узаном путу: поруке патријраха Павла. Београд: Vukotić media, 2020. 207 стр., слика Ј. Јањића  20701961
- Живот свеца. Београд: Vukotić media, 2023.   120729609
- Будимо људи, I-III. Београд:, „Невен”, 2023.   133140745
- Задужбина Симе Андрејевића Игуманова. Београд: Задужбина Симе А. Игуманова, 2008. 213 стр., илустр  148040460
- Белешке испод крста. Београд: Ј. Јањић, 2013. 533 стр.   148040460
- Чуда светог Мине у Београду. Београд: Ј. Јањић, 2015. 142 стр., илустр.   217809420
- Чуда светог Мине у Београду. 2. изд. Београд: Народна просвета, 2018. 158 стр., фотогр  270217484
- Страдање и живот Страхиње Живака, роман. Београд: „Филип Вишњић“, 2014. 103 стр.   210321420
- Манастир Соко. Београд: Вести; Bad Vilbel: Nidda Verlag, 2007. 139 стр., илустр  141747212
- Црква у Врбићу: Храм Светог цара Константина и царице Милице. Београд: Ј. Јањић, 2007. 142 стр., илустр  140619788
- Рађевина и Рађевци. 2. изд. Београд: Удружење Рађеваца у Београду: Чугура принт, 2006. 119 стр., илустр  136619020
- Воздвижење Храма Светог Саве. Ваљево: Глас Цркве, 2003. 120 стр.  122778380
- Црква у Липници. Београд: Центар за сигурност ПАРК, 2023.
- Патријарх Павле – Бити човек међу људима и нељудима. Драмски текст. Продукција: Српско позориште у Мађарској /// Magyarországi Szerb Színház, Будимпешта, 2022.

### У преводу
- „Будем людьми!”: жизнь и слово патриарха Павла, Москва: Православный Свято-Тихоновский гуманитарный университет, 2010. [342] стр., [60] стр. с фотогр.   207664140
- „Будем слушать Бога!”: поучения и наставления патриарха сербского Павла. Москва: Православный Свято-Tихоновский гуманитарный университет, 2013. 399 стр., [16] стр. с таблама, 11cm.   16329993
- Павел, Патриарх Сербский. „Будем людьми!”: жизнь и слово Патриарха Павла. Москва: Эксмо, 2014. 509 стр., [64] стр. с таблама, 24 cm.  13685513
- „Будем слушать Бога!“: поучения и наставления патриарха сербского Павла. Москва: Православный Свято-Tихоновский гуманитарный университет, 2014. 1 elektronski optički disk (cd-rom).  16337417
- . Belgrade: Diocèse d'Europe occidentale de l'Eglise orthodoxe serbe, 2008. 253 str., ilustr.   149779980
- . : , 2011. 239 str., ilustr  1542810857
- . : , 2011. 239 str., ilustr  1542810857
- Sa fim oameni!: Viata si cuvantul Patriarhului Pavel al Serbiei. Bucureşti: Predania, 2018. 264 str., ilustr  16301833
- . Bucureşti: Predania, [2018]. 247 str.   16313865
- . : , 2019. 422 str.  281840908
- Да бидеме луѓе. Скопје: Слово љубве – Буквибукс, 2016. 355 стр., с таблама, ауторова слика  102142218
- , , , 2022.